# Ernesto Inàrkiev
Ernesto Inàrkiev (Oix, 9 de desembre de 1985) és un jugador d'escacs rus d'origen kirguís, que té el títol de Gran Mestre des de 2002.
A la llista d'Elo de la FIDE del novembre de 2021, hi tenia un Elo de 2659 punts, cosa que en feia el jugador número 18 (en actiu) de Rússia, i el número 79 del rànquing mundial. El seu màxim Elo va ser de 2732 punts, a la llista de setembre de 2016.
Va néixer a la República Socialista Soviètica del Kirguizstan, després independent el 1992, i va marxar a viure el 2000, als quinze anys, a Elistà, Rússia, el mateix any que va obtenir el títol de Mestre Internacional. Li van posar el nom d'Ernesto, en castellà, en honor d'Ernesto «Che» Guevara.

## Resultats destacats en competició
Als tretze anys va representar el Kirguizstan a l'Olimpíada d'Elista de 1998; també participà en l'Olimpíada d'Estambul de 2000, amb una puntuació conjunta de (+11 =9 –3) (un 67,4%). El 2001 guanyà el Campionat d'Europa Sub-16 a Kallithea, Grècia, i el 2002 el Campionat de Rússia Sub-20. El 2004 guanyà el campionat de la República de Calmúquia.
A finals de 2005, va participar en la Copa del món de 2005 a Khanti-Mansisk, un torneig classificatori per al cicle del Campionat del món de 2007, on va tenir una mala actuació i fou eliminat en primera ronda per Aleksandr Khalifman.
El 2006 fou tercer a la Superfinal del 59è Campionat d'escacs de Rússia, rere Ievgueni Alekseiev i Dmitri Iakovenko.
El 2008, empatà al primer lloc al Grand Prix d'Elista; aquell any, a la llista d'Elo d'octubre, hi aconseguí tenir 2.737 punts, cosa que el situà per primer cop entre els 10 millors jugadors del món. El setembre de 2008, va formar part (amb Ievgueni Tomaixevski, Ievgueni Alekséiev, Piotr Svídler i Dmitri Iakovenko) de l'equip rus que disputà el cinquè matx Rússia - Xina a Ningbo i hi puntuà 1.5/5 amb una performance de 2531. La Xina va guanyar el matx per un global de 26 a 24.
El 2010 empatà als llocs 1r a 4t amb Konstantín Txernixov, Le Quang Liem i Ievgueni Baréiev a l'obert de Moscou.
Entre l'agost i el setembre de 2011 participà en la Copa del món de 2011, a Khanti-Mansisk, un torneig del cicle classificatori pel Campionat del món de 2013, i hi va tenir una raonable actuació. Avançà fins a la segona ronda, quan fou eliminat per Oleksandr Moissèienko (1-3).
El març de 2012 fou 5è al Campionat d'Europa absolut, a Plòvdiv (Bulgària) (el campió fou Dmitri Iakovenko). El mateix any fou segon al fortíssim obert de Moscou, per darrere d'ígor Lissi i empatat amb Dmitri Kókarev.
El maç de 2014 guanyà el fort torneig Obert de Bakú amb 7 punts de 9 i una performance de 2748, igualat amb Constantin Lupulescu però amb millor desempat. El febrer del 2015 fou clarament campió de l'Obert de Moscou amb 8 punts de 9 i derrotant el vigent campió rus Ígor Lissi a la darrera ronda i finalitzar a un punt per davant de Tigran L. Petrossian, Francisco Vallejo, Anton Kórobov i Vladislav Artémiev.
El maig 2016 es proclamà campió d'Europa individual, a Đakovica (Kosovo), amb 9 punts d'11, mig punt més que el segon classificat Ígor Kovalenko.
El desembre de 2018 empatà al segon lloc al 5è Festival d'Escacs Sunway de Sitges amb 7'5 punts sobre 10, mig per sota del campió, Àlvar Alonso, i empatat amb altres forts GMs.
El març de 2021 va participar al 3r Sharjah Masters. Hi va empatar als llocs 1r–7è amb 7/9 (+5−0=4), i finalment fou campió al desempat.